# Paul Caligiuri
Paul David Caligiuri, född 9 mars 1964 i Westminster, Kalifornien, är en amerikansk före detta fotbollsspelare. Caligiuri är mest ihågkommen för sitt mål mot Trinidad och Tobago i en VM-kvalmatch 19 november 1989. Sedan 2004 är han medlem i National Soccer Hall of Fame.

## Klubblagskarriär
Efter att Caligiuri gått ur highschool så pluggade han vidare på UCLA. Under sina fyra år i skolans lag UCLA Bruins, så blev han två gånger uttagen till NCAA All-American. Efter studierna var avslutade så gick han vidare till San Diego Nomads, som spelade i Western Soccer Alliance, där han blev utsedd till ligans mest värdefulla spelare. Han blev även utsedd till årets spelare i USA.
1987 värvades Caligiuri av Hamburger SV där han dock aldrig slog sig in i A-laget. Året efter gick han istället till SV Meppen i 2. Bundesliga där han spelade i två säsonger. Från Meppen gick han senare till Hansa Rostock i Östtyskland, där han kom att vinna ligan. 1991/1992 spelade han i Freiburg.
I maj 1995 återvände Caligiuri till USA för spel med Los Angeles Salsa, där han donerade hela sin lön till offren i bombdådet av Oklahoma City. I augusti blev han utlånad till St. Pauli där han spelade 14 matcher.
Efter att MLS startat 1996 spelade han den första säsongen i Columbus Crew där han gjorde tre mål på 22 matcher. Till säsongen 1997 gick han vidare till Los Angeles Galaxy där han avslutade sin karriär 2001. I sin sista match för klubben vann han finalen av US Open Cup efter 2-1 mot New England Revolution.

## Landslagskarriär
När Paul Caligiuri fortfarande spelade för UCLA Bruins så gjorde han sin första landskamp för USA, i en match mot El Salvador 9 oktober 1984. Mellan 1984 och 1997 gjorde han 110 landskamper och fem mål för USA.
14 mars 1990 skrev Caligiuri på ett kontrakt med United States Soccer Federation, vilket gjorde honom till landslagsspelare på heltid. Han var med och spelade samtliga matcher för USA i VM 1990 och VM 1994.

### Internationella mål
| Nr | Datum            | Plats                              | Motståndare         | Mål | Resultat | Tävling                    |
| -- | ---------------- | ---------------------------------- | ------------------- | --- | -------- | -------------------------- |
| 1  | 19 maj 1985      | Torrance, Kalifornien              | Trinidad och Tobago | 1–0 | 1–0      | CONCACAF-mästerskapet 1985 |
| 2  | 19 november 1989 | Port of Spain, Trinidad och Tobago | Trinidad och Tobago | 1–0 | 1–0      | CONCACAF-mästerskapet 1989 |
| 3  | 10 mars 1990     | Tampa, Florida                     | Finland             | 1–0 | 2–1      | Vänskapsmatch              |
| 4  | 10 juni 1990     | Florens, Italien                   | Tjeckoslovakien     | 1–3 | 1–5      | VM 1990                    |
| 5  | 28 maj 1995      | Tampa, Florida                     | Costa Rica          | 1–1 | 1–2      | Vänskapsmatch              |

## Meriter
Hansa Rostock
- DDR-Oberliga: 1991

Los Angeles Galaxy
- Lamar Hunt US Open Cup: 2001